# Industrial hardcore
Ne doit pas être confondu avec musique industrielle ou power noise.
L'industrial hardcore est un genre musical dérivé de la techno hardcore orienté par la musique gabber, ayant émergé au début des années 1990. Il se caractérise par des samples tirées de machines industrielles. La confusion entre musique industrielle et industrial hardcore est fréquente car ces musiques comportent le mot industriel, seulement ces deux styles sont différents. 

## Histoire
Les prémices de l'industrial hardcore peuvent être retracées au début des années 1990, pratiquement à la même période durant laquelle la musique gabber émerge aux Pays-Bas et dans ses pays frontaliers. Ce n'est qu'au milieu des années 1990, puis dans les années 2000, que le genre se démarque grâce à des artistes et groupes notoires tels que Nasenbluten, Sebastian Hoff, Manu le Malin, Laurent Hô, Ophidian, et Marc Acardipane. Des labels indépendants tels que Bloody Fist Records, The Third Movement et Industrial Strength Records aideront également à la popularisation du genre. Des festivals comme A Nightmare in Rotterdam organisent des sessions industrial hardcore. En décembre 2012, de l'industrial hardcore est joué lors du dernier festival Thunderdome dans un hall dédié, appelé « The Industrial Dome ».
D'une manière controversée, certains analystes accusent le terrorcore, parmi d'autres variantes tels que l'industrial hardcore, d'affecter les états émotionnels instables  et agressifs des individus. D'une manière similaire, le critique Simon Reynolds cite, au milieu des années 1990, le terrorcore comme l'une des « musiques avant-gardistes populaires hallucinatoires et cinématiques », parmi le hardstep jungle et le east coast hip-hop.

## Caractéristiques
L'industrial hardcore possède un tempo relativement faible, comparé à la techno hardcore dite « mainstream » (populaire) : le style possède un tempo très marqué par un kick extrêmement distordu entre 120 et 180 BPM, mais il n'en reste pas moins violent et puissant. Tout comme le mainstream hardcore[réf. nécessaire], le kick est en mesure 4/4. Les morceaux sont généralement instrumentaux, bien que quelques voix puissent être employées occasionnellement. La mélodie reste un élément secondaire, l'expérimentation sur les sonorités est mise en avant[réf. nécessaire].